# J. D. Schwalm
J. D. Schwalm, vollständiger Name: James Doyle Schwalm (* 25. Juni 1981 in Los Angeles County, Kalifornien) ist ein amerikanischer VFX Supervisor, der 2019 für den Historienfilm Aufbruch zum Mond den Oscar für die besten visuellen Effekte erhielt.

## Leben
Er wuchs als Sohn von Jim Schwalm, einem VFX Supervisor, im San Fernando Valley auf. Bereits als Junge besuchte er seinen Vater an Filmsets rund um die Welt. Nachdem ihn sein Vater gefragt hatte, ob er an einem Spielfilm mitarbeiten möchte, begann er im Alter von 19 Jahren in der Filmindustrie. Zu seinen ersten Filmen gehörten Auf die stürmische Art und Pearl Harbor, später folgten unter anderem Transformers und Pirates of the Caribbean – Am Ende der Welt.
2012 gründete er das Unternehmen Innovation Workshop, mit der er Spezialeffekte konzipiert und umsetzt. 2019 erhielt er für den Historienfilm Aufbruch zum Mond gemeinsam mit Paul Lambert, Ian Hunter und Tristan Myles den Oscar für die besten visuellen Effekte.
Er hat zwei Geschwister, sein Bruder Richard Richie Schwalm ist Spezialeffekt-Koordinator.

## Filmografie
- 1999: Auf die stürmische Art (Forces of Nature)
- 2000: Almost Famous – Fast berühmt (Almost Famous)
- 2001: Pearl Harbor
- 2002: Spider-Man
- 2002: Windtalkers
- 2002: xXx – Triple X (xXx)
- 2003: Bad Boys II
- 2003: Tränen der Sonne (Tears of the Sun)
- 2004: Spider-Man 2
- 2005: Die Insel (The Island)
- 2005: Stealth – Unter dem Radar (Stealth)
- 2005: xXx 2 – The Next Level (xXx: State of the Union)
- 2006: Poseidon
- 2007: Das Vermächtnis des geheimen Buches (National Treasure: Book of Secrets)
- 2007: Pirates of the Caribbean – Am Ende der Welt (Pirates of the Caribbean: At World’s End)
- 2007: Spider-Man 3
- 2007: Transformers
- 2008: Der Ja-Sager (Yes Man)
- 2008: Hancock
- 2009: Drag Me to Hell
- 2009: Fired Up!
- 2010: Duell der Magier (The Sorcerer’s Apprentice)
- 2010: Takers – The Final Job (Takers)
- 2011: Die Muppets (The Muppets)
- 2011: Mission: Impossible – Phantom Protokoll
- 2011: Pirates of the Caribbean – Fremde Gezeiten (Pirates of the Caribbean: On Stranger Tides)
- 2011: Priest
- 2012: Battleship
- 2012: Das gibt Ärger (This Means War)
- 2012: Zero Dark Thirty
- 2013: Die fantastische Welt von Oz (Oz the Great and Powerful)
- 2013: Ray Donovan (Fernsehserie, 12 Folgen)
- 2013: Saving Mr. Banks
- 2013: Star Trek Into Darkness
- 2013: Wolverine: Weg des Kriegers (The Wolverine)
- 2014: Das Glück an meiner Seite (You’re Not You)
- 2014: Die Coopers – Schlimmer geht immer (Alexander and the Terrible, Horrible, No Good, Very Bad Day)
- 2014: Muppets Most Wanted
- 2014: Teenage Mutant Ninja Turtles
- 2014–2015: The Fosters (Fernsehserie, 34 Folgen)
- 2015: City of McFarland (McFarland, USA)
- 2015: Ted 2
- 2016: Teenage Mutant Ninja Turtles: Out of the Shadows
- 2016: The Jungle Book
- 2017: Fast & Furious 8 (The Fate of the Furious)
- 2017: Jumanji: Willkommen im Dschungel (Jumanji: Welcome to the Jungle)
- 2018: Aufbruch zum Mond (First Man)
- 2018: Plötzlich Familie (nstant Family)
- 2018: Rampage – Big Meets Bigger (Rampage)
- 2018: The Mule
- 2018: Venom
- 2019: Der Fall Richard Jewell (Richard Jewell)
- 2019: Fast & Furious: Hobbs & Shaw (Fast & Furious Presents: Hobbs & Shaw)
- 2019: Jumanji: The Next Level
- 2019: Zombieland: Doppelt hält besser (Zombieland: Double Tap)
- 2019–2020: MacGyver (Fernsehserie, 5 Folgen)
- 2020: Lovecraft Country (Fernsehserie, 9 Folgen)
- 2020: Superintelligence